# Ahmed Mathlouthi
Pour les articles homonymes, voir Mathlouthi.
Ahmed Mathlouthi (arabe : أحمد المثلوثي), né le 18 décembre 1989 à Tunis, est un nageur tunisien.

## Biographie
Il rejoint très tôt le Club africain où brille sa sœur Maroua Mathlouthi qui accapare les titres nationaux des 4 nages et de la nage libre. Il suit son exemple et ne tarde pas à en devenir le meilleur spécialiste derrière Oussama Mellouli.
En 2006, et en raison d’un malentendu avec son club, il passe ainsi que ses sœurs Maroua et Zeineb et plusieurs autres nageurs à l’Espérance sportive de Tunis. Par la suite, pour leur permettre d’évoluer, la Fédération tunisienne de natation les inscrit, sa sœur Maroua et lui, aux Mustangs de SMU (États-Unis) puis à Amiens Métropole Natation (France). Il devient rapidement l'un des ténors de la spécialité en Afrique et dans le monde arabe.

## Palmarès

### 2006
- Championnats d'Afrique
  -  Médaille d’or au 400 m nage libre
  -  Médaille d’argent au 200 m 4 nages
  -  Médaille d'argent au 4 x 200 m nage libre
  -  Médaille de bronze au 800 m nage libre
  -  Médaille de bronze au 1 500 m nage libre

### 2007
- Jeux africains
  -  Médaille d’or au 200 m 4 nages
  -  Médaille d’argent au 400 m 4 nages
  -  Médaille d’argent au 400 m nage libre
  -  Médaille de bronze au 4 x 200 m nage libre
- Jeux panarabes
  -  Médaille d’or au 400 m nage libre
  -  Médaille d’or au 800 m nage libre
  -  Médaille d’or au 1 500 m nage libre
  -  Médaille d’or au 400 m 4 nages
  -  Médaille d’argent au 200 m 4 nages
  -  Médaille de bronze au 4 x 100 m 4 nages
  -  Médaille de bronze au 4 x 200 m nage libre

### 2008
- Championnats d'Afrique
  -  Médaille d’or au 4 x 100 m nage libre
  -  Médaille d'argent au 4 x 100 m 4 nages
  -  Médaille de bronze au 400 m nage libre
  -  Médaille de bronze au 800 m nage libre
  -  Médaille de bronze au 1 500 m nage libre

### 2009
- Jeux méditerranéens
  -  Médaille d’argent au 200 m nage libre
  -  Médaille de bronze au 400 m nage libre

### 2010
- Championnats du monde en petit bassin
  - 19e aux séries du 200 m nage libre
  - 4e aux séries du 400 m nage libre puis 8e en finale
  - 7e au 1 500 m nage libre
- Championnats d'Afrique
  -  Médaille d’or au 200 m nage libre
  -  Médaille d’or au 800 m nage libre
  -  Médaille d’argent au 400 m nage libre
  -  Médaille d’argent au 4 x 200 m nage libre
- Meeting de Chambéry
  - 1er sur 400 m nage libre
  - 1er sur 800 m nage libre

### 2011
- Jeux africains
  -  Médaille d’or au 200 m nage libre
  -  Médaille d’or au 400 m nage libre
  -  Médaille d’or au 800 m nage libre
- Jeux panarabes
  -  Médaille d’or au 4 x 100 m nage libre
  -  Médaille d’or au 4 x 200 m nage libre
  -  Médaille d’argent au 4 x 100 m 4 nages
  -  Médaille de bronze au 200 m nage libre
  -  Médaille de bronze au 400 m nage libre
  -  Médaille de bronze au 1 500 m nage libre

### 2012
- Championnats du monde en petit bassin
  - 3e aux séries du 400 m nage libre
- Championnats d'Afrique
  -  Médaille d’argent au 200 m nage libre
  -  Médaille d’argent au 400 m nage libre
  -  Médaille d’argent 800 m nage libre
  -  Médaille d’argent au 4 x 100 m 4 nages
  -  Médaille de bronze au 4 x 200 m nage libre

### 2013
- Championnats du monde
  - 11e aux séries du 400 m nage libre
- Jeux méditerranéens
  - 4e au 400 m nage libre
  - 4e au 200 m nage libre

### 2014
- Coupe du monde FINA (Dubaï)
  - 3e au 400 m nage libre
  - 7e au 400 m nage libre
  - 3e au 1 500 m nage libre

### 2015
- Jeux africains
  -  Médaille d’argent au 1 500 m nage libre
  -  Médaille de bronze au 200 m nage libre
  -  Médaille de bronze au 400 m nage libre

### 2016
- Championnats arabes
  -  Médaille de bronze au 400 m
  -  Médaille d’argent au 800 m
  -  Médaille de bronze au relais 4 × 100 m nage libre
  -  Médaille d’argent au relais 4 × 200 m nage libre
  -  Médaille d'or au 200 m quatre nages
  -  Médaille d'or au 400 m quatre nages